# Cugnasco-Gerra
Cugnasco-Gerra je obec ve švýcarském kantonu Ticino, okresu Locarno. Žije zde přibližně 2 900 obyvatel.

## Geografie

Letecký pohled (1919)

Obec se nachází na okraji Magadinské nížiny a skládá se ze stejnojmenné vesnice a vesnic Boscioredo, Bosco, Massarescio, Medoscio, Moncucco, Pianrestello a Sciarana. Usedlosti Monti di Ditto a Curogna jsou nejstaršími osadami v Cugnascu. Jižním okrajem katastru obce protéká řeka Ticino.
Sousedními obcemi jsou Bellinzona, Cadenazzo, Locarno, Lavertezzo, Gordola a Verzasca.

## Historie
První zmínka o obci pochází z roku 1374 jako Cunyascho. V roce 2005 se neuskutečnilo sloučení obce Cugnasco s exklávou Gerre di Sotto města Locarno a exklávou Gerra Piano v obci Gerra (Verzasca) do obce Cugnasco-Gerra. Jedním z důvodů neúspěchu byla skutečnost, že staré jádro obce Gerra v centrálním údolí Verzasca by po oddělení exklávy v Magadinské rovině ztratilo většinu obyvatel a místo dosavadních 1200 by mělo jen asi 200 obyvatel.
Dne 20. dubna 2008 bylo provedeno sloučení obce Cugnasco s celým územím obce Gerra (Verzasca), čímž vznikla nová obec Cugnasco-Gerra (ačkoli Gerre di Sotto není součástí sloučeného území).
V létě 2010 byl oznámen projekt sloučení celé oblasti údolí Verzasca do jedné obce; exkláva Cugnasco-Gerra, oblast Gerra Valle, je součástí obvodu sloučení.

## Obyvatelstvo

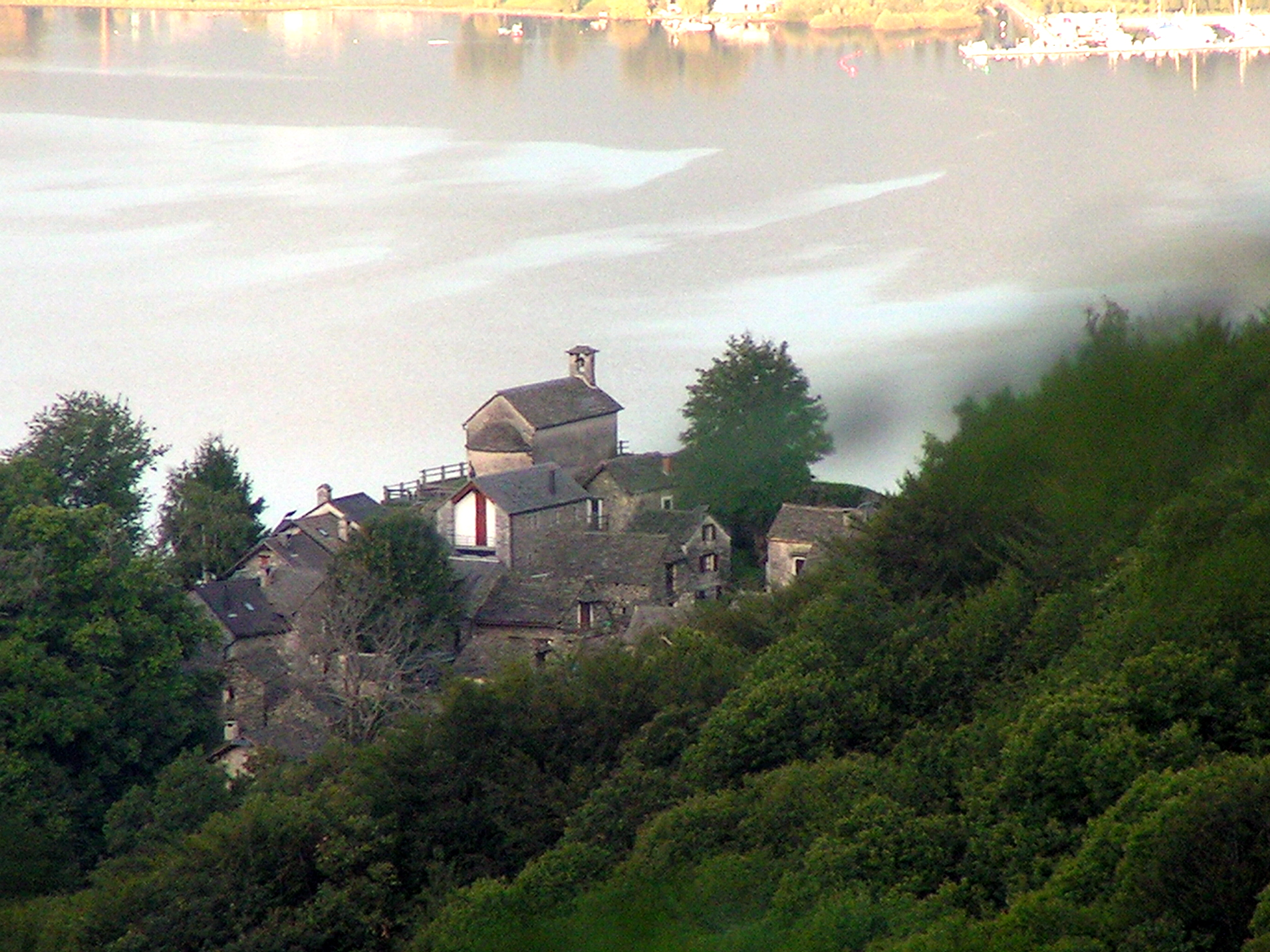
Klášter Monti Ditto

| Rok            | 2010 | 2011 | 2012 | 2013 | 2014 | 2015 | 2016 | 2017 | 2020 |
| Počet obyvatel | 2848 | 2890 | 2879 | 2898 | 2887 | 2909 | 2909 | 2877 | 2780 |

## Doprava
Územím obce neprochází žádná železnice; nejbližší zastávka se nachází v sousední obci Lavertezzo (vesnice Riazzino) na lince Locarno–Bellinzona/Lugano. Jezdí zde také autobusová linka Bellinzona–Locarno a spojení s okolními obcemi zajišťují linky dopravce Ferrovie autolinee regionali ticinesi (FART).